# Internal Void
Az Internal Void amerikai doom metal zenekar a Maryland állambeli Frederick-ből.

## Története
1987-ben alakultak. Kelly Carmichael, Eric Little és Adam Heinzmann egy Saint Vitus-koncerten voltak, ezután alapították meg az együttest. Később felfogadták J.D. Williams énekest, és két demó albumot rögzítettek. Szerződést kötöttek a Hellhound Records kiadóval. A kiadóval már több doom metal együttes is szerződést kötött (például a The Obsessed, az Unorthodox vagy az Iron Man). Két daluk szerepelt a Hellhound What the Hell! című válogatáslemezén. 1993-ban megjelent első nagylemezük, ezután a Saint Vitussal turnéztak. A Hellhound Records 2000-ben megszűnt, így a második stúdióalbumuk már a Southern Lord Records gondozásában jelent meg. Eric Little helyére időközben Ronnie Kalimon került. Kalimon-t később Mike Smail váltotta le. 2004-ben megjelent harmadik nagylemezük.
Carmichael, Heinzmann és Smail 2004-ben a Pentagramhoz csatlakoztak. Szerepelnek a zenekar 2004-es Show 'Em How című lemezén.

## Tagok
- J.D. Williams – ének (1987–)
- Kelly Carmichael – gitár (1987–)
- Adam Heinzmann – basszusgitár (1987–)
- Mike Smail – dob (2004–)

## Korábbi tagok
- Eric Little – dob (1987–1995)
- Tony Saunders - dob (1995-1996)
- Ronnie Kalimon – dob (1996–2004)

## Diszkográfia
- Standing on the Sun – 1992
- Unearthed – 2000
- Matricide – 2004
- Voyage – 2012

### Kislemezek
- "Window to Hell" -  2000

### Demók
- Unreleased – 1988
- Basement Tapes – 1988
- Voyage – 1991 (2012-ben hivatalosan is megjelent nagylemez formájában)